# 1997 RJ10
1997 RJ10 är en asteroid i huvudbältet som upptäcktes den 13 september 1997 av Beijing Schmidt CCD Asteroid Program vid Xinglong-observatoriet.
Asteroiden har en diameter på ungefär 6 kilometer.